# Tachina latifacies
Tachina latifacies là một loài ruồi trong họ Tachinidae.